# Paisio II di Costantinopoli
Paisio II Kioumourtzoglou (in greco Παΐσιος Β΄ Κιουμουρτζόγλου?; Cesarea, ... – Heybeliada, 11 dicembre 1756) è stato un arcivescovo ortodosso greco, patriarca ecumenico di Costantinopoli per quattro volte negli anni dal 1726 al 1756.

## Biografia
Paisio nacque a Cesarea e il suo nome di famiglia era Kioumourtzoglou (un cognome ottomano, comune tra i greci karamanli). Probabilmente si trasferì presto a Costantinopoli e divenne metropolita di Nicomedia sicuramente prima del 1716,  probabilmente nel 1712.
Il 20 novembre 1726, giorno in cui Callinico III morì di infarto senza essere incoronato, Paisio fu eletto patriarca di Costantinopoli dalla stessa fazione che supportò Callinico e che voleva evitare che Geremia III ritornasse sul trono patriarcale.
I primi anni del patriarcato di Paisio furono segnati da scontri con la fazione della comunità di Cesarea, i cui rappresentanti principali erano Geremia III e successivamente Neofito IV, seppur Paisio fosse nato in questa città. Nel 1731 questa fazione rivale cercò di deporlo e di ripristinare Geremia al trono, ma fallì nell'intento. Un secondo tentativo di deposizione avvenne nel settembre 1732 ed ebbe successo, Geremia ritornò patriarca. In seguito Geremia dovette dimettersi a causa di problemi di salute e venne eletto Serafino I e successivamente Neofito VI, che regnò per sei anni.
Il regno di Neofito VI terminò con una decisione del Gran visir, che permise a Paisio nell'agosto 1740 il ritorno sul trono per un suo secondo mandato. Tuttavia, tre anni dopo, nel maggio 1743, Paisio fu deposto dalle autorità ottomane per questioni finanziarie e Neofito VI venne rieletto patriarca.
Il terzo regno di Paisio iniziò nel marzo del 1744, quando depose Neofito. Poco dopo questa nuova elezione, il metropolita di Nicomedia, il futuro patriarca Cirillo V, espresse delle denunce contro Paisio e fu in grado di deporlo il 28 settembre 1748. Le denunce erano dovute principalmente alla gestione finanziaria del millet di Paisio, vale a dire la comunità civile cristiana governata dal Patriarca: per ripagare gli enormi debiti, Paisio aumentò la tassazione, in particolare dei laici, e ciò causò malcontento nei confronti del patriarca.
Il quarto mandato di Paisio fu un interludio nel regno di Cirillo V, e iniziò negli ultimi giorni del maggio 1751 quando Cirillo fu effettivamente deposto dai metropoliti sia a causa delle sue normative finanziarie, sia a causa della sua forte posizione a favore della necessità di secondo battesimo per i convertiti dalle chiese armene e latine. Cirillo godette comunque di un grande supportato da una parte della popolazione anche dopo la deposizione. Il monaco demagogico Auxentios istigò più volte delle rivolte che culminarono in un violento assalto alla sede del Patriarcato e nel sequestro di Paisio stesso. Paisio fu deposto e Cirillo V fu rieletto il 7 settembre 1752 dopo un dono alle autorità ottomane di 45.000 Kuruş.
Dopo la sua quarta e ultima deposizione, Paisio si ritirò nel monastero di Kamariotissa sull'isola di Heybeliada, dove morì l'11 dicembre 1756.